# Airco DH.4
Die Airco D.H.4 war ein einmotoriger, zweisitziger Kampf-Doppeldecker im Ersten Weltkrieg und wurde von der britischen Firma Airco entwickelt. Die Fertigung erfolgte in Großbritannien und als „Liberty Plane“ in den USA. Das Flugzeug wurde auf britischer Seite ab März 1917 und auf US-amerikanischer Seite ab Mitte 1918 vor allem als Tagbomber eingesetzt.

## Entwicklung
Die schweren und langsamen alliierten Kampfzweisitzer der Alliierten konnten ab 1916 angesichts der deutschen Jagdflugzeuge und Flugabwehr aufgrund steigender Verluste ihre Aufklärungseinsätze nur noch unter starkem Begleitschutz durchführen oder mussten ihre Bombenflüge in die Nacht verlegen. Zur Ablösung ihrer zunehmend veraltenden Royal Aircraft Factory B.E.2- und F.E.2-Typen suchte das Royal Flying Corps (RFC) daher schon seit Herbst 1915 ein Nachfolgemodell.
Zur Jahresmitte 1916 entwarfen britische Flugzeugkonstrukteure daher nahezu gleichzeitig eine neue Generation vergleichbarer Kampfflugzeuge, darunter die Armstrong Whitworth F.K.8, der Bristol F.2 Fighter und die Royal Aircraft Factory R.E.8, sowie auch Captain Geoffrey de Havillands Konstruktion, die wie üblich seine Signatur „D.H.“ erhielt. Diese Flugzeuge sollten dank verbesserter Kampfkraft und Geschwindigkeit auch ohne Begleitschutz gegen feindliche Jäger bei Tag und damit wesentlich wirksamer eingesetzt werden können.
De Havillands zweistieliger Doppeldecker erhielt als Antrieb den wassergekühlten 160 PS (118 kW) 6-Zylinder-Motor des Ingenieurs Frank B. Halford, der ab Juni als 200 PS (147 kW) Beardmore-Halford-Pullinger (BHP)-Motor in Produktion ging und ständig weiterentwickelt wurde. Captain De Havilland persönlich steuerte den Prototyp beim Erstflug Mitte August 1916. Da Halfords vielversprechender Motor aber noch nicht serienreif war, erhielt der zweite Prototyp den ebenfalls neu erschienenen 250 PS (184 kW) Rolls-Royce III-Motor. Dieses Flugzeug erhielt auch ein Doppelsteuer und dazu Höhen- und Geschwindigkeitsmesser, damit der Beobachter bei Ausfall des Piloten notfalls die Steuerung übernehmen konnte. Das Flugzeug wurde vom Arsenal in Orfordness mit einem starren, mit dem Motor durch ein Constantinescu-Unterbrechergetriebe synchronisierten Vickers-Maschinengewehr und einer Ringlafette für das Lewis-Maschinengewehr im hinteren Cockpit ausgerüstet. Die Erprobung erfolgte vom 21. September bis zum 12. Oktober 1916 an der Central Flying School in Upavon. Im anschließenden Prüfbericht hieß es:

“Stability: Lateral very good; longitudinal very good; directional very good. Control: Stick. Dual for elevator and rudder. Machine is exceptionally comfortable to fly and very easy to land. Exceptionally light on controls. Tail adjusting gear enables pilot to fly or glide at any desired speed without effort.”

„Stabilität: seitlich sehr gut, längs sehr gut, geradeaus sehr gut. Steuerung: Doppelsteuer für Höhen- und Seitenruder. Maschine ist außerordentlich bequem zu fliegen und leicht zu landen. Außergewöhnlich leicht zu steuern. Heckleitwerk erlaubt dem Piloten mühelos bei jeder beliebigen Geschwindigkeit zu fliegen oder zu gleiten.“

## Produktion

### Serienproduktion
Vereinigtes Königreich
Aufgrund des dringenden Bedarfs bestellte das britische War Office noch während der laufenden Erprobung der Prototypen eine erste Serie von 50 Flugzeugen für das Royal Flying Corps (RFC), die mit dem 250 PS (184 kW) Rolls-Royce III- oder dem 275 PS (202 kW) Rolls-Royce IV-Motor (später als Eagle II oder Eagle IV bezeichnet) versehen werden sollten. Deren Auslieferung begann Anfang 1917. Parallel dazu bestellte die Admiralty 50 Flugzeuge für die Royal Naval Air Service (RNAS) bei Westland, die mit doppelten Vickers-MGs für den Piloten geliefert werden sollten. Da sich die Lieferung der vorgesehenen Rolls-Royce-Motoren erheblich verzögerte – bis Januar 1917 waren nur 16 von zugesagten 42 Motoren geliefert worden –, erfolgte nach Erweiterung des Lieferkontrakts auf 690 Flugzeuge auch der Einbau anderer Motortypen.
 Vereinigte Staaten
Bei Kriegseintritt verfügte das Land, in dem vor etwas über 13 Jahren das Flugzeug erfunden worden war, über kein einziges kriegstaugliches Kampfflugzeug. Auf Druck der französischen Regierung, die von den USA bis zum 1. Mai 1918 den Einsatz von 8.000 Flugzeugen forderten, entsandte das War Department eine Kommission unter Colonel Raynal Cawthorne Bolling nach Europa, die vor Ort Informationen sammeln und dem – mit dem gewaltigen Investitionsbudget von 617 Mio. $ ausgestatteten – US-Aircraft Production Board Empfehlungen zur Beschaffung und Produktion von Flugzeugen liefern sollte. Per Telegramm vom 28. Juni 1917 empfahl Bolling, als Langstreckenbomber die kurz vor der Erprobung stehende Airco D.H.9 und für Ausbildungszwecke die bewährte Airco D.H.4 zu beschaffen. Als Musterexemplar traf neben einer Bristol F.2B und einer Royal Aircraft Factory S.E.5 sowie einer französischen SPAD S.XIII am 27. Juli 1917 eine D.H.4. in den Vereinigten Staaten ein. Die Lieferung erfolgte ohne Triebwerk, da das War Department auf dem Einbau des noch unerprobten 400 PS (294 kW) Packard-Liberty 12-Zylinder-V-Motors bestand, der von der amerikanischen Automobilindustrie unter hohen Investitionskosten, aber ohne Know-how aus der Luftfahrttechnik neu entwickelt worden war. Das Musterflugzeug ging zur Untersuchung zum Hauptquartier der technischen Abteilung der Aviation Section im Signal Corps auf dem Mc Cook Airfield in Dayton (Ohio) und wurde mit dem „Liberty-Motor“ versehen, während die englischen Baupläne minutiös von britischen auf metrische Maße umgerechnet wurden. Der vor dem Hintergrund einer noch im Aufbau begriffenen Flugzeugindustrie bereits viel zu ehrgeizig terminierte Produktionsplan stand bereits unter äußerstem Zeitdruck und band sämtliche Ressourcen, als sich bei der am 29. Oktober 1917 beginnenden Erprobung zeigte, dass das höhere Gewicht des Automobilmotors bis zur Produktionsreife eine Verstärkung der Rumpfkonstruktion sowie zahlreiche aufwändige Nachbesserungen am Motor nach sich. Das Aircraft Production Board hatte am 5. September 1917 parallel 2000 Flugzeuge des Typs D.H.9 mit Liberty V-12-Motor bestellt. Nachdem dieser Typ Anfang 1918 immer noch nicht verfügbar war, wurde diese Bestellung am 25. Januar ebenfalls auf die D.H.4 umgestellt – zu einem Zeitpunkt, als die 1916 konstruierte Maschine schon als veraltet galt.
Die erste in den USA gebaute D.H.4, die unter dem öffentlichkeitswirksamen Namen „Liberty Plane“ im Februar 1918 ausgeliefert wurde, unterschied sich trotz aller Modifikationen äußerlich kaum vom britischen Original. Bis zum Ende des Krieges wurden 3431 Maschinen gebaut, davon 1213 nach Frankreich verschifft und nur 196 Maschinen an 13 Aero-Squadrons der AEF sowie an die First Marine Aviation Force der Northern Bombing Group der Marine verteilt.

### Hersteller
Vereinigtes Königreich
In Großbritannien wurden von den 1632 für RFC, RNAS und RAF bestellten Flugzeuge 848 im Jahr 1917 und 601 im Jahr 1918 geliefert. Die Produktion verteilte sich auf Airco und sechs Unterauftragnehmer:
- Airco (Aircraft Manufacturing Company), Hendon: 912 Flugzeuge
- Westland Aircraft Works, Yeovil: 270 Flugzeuge
- F.W. Berwick & Co., London: 100 Flugzeuge
- Glendower Aircraft Co., London: 101 Flugzeuge
- Palladium Autocars Ltd., London: 100 Flugzeuge
- Motor & Engineering Co., Southport: 100 Flugzeuge
- Waring & Gillow Ltd., London: 50 Flugzeuge

 Vereinigte Staaten
In den USA wurden 4846 Flugzeuge zum Stückpreis von 5500 $ hergestellt, von denen 4563 an den United States Army Air Service und 283 an die US Navy und das US Marine Corps übergeben wurden; die überzähligen Bestellungen in Höhe von 7502 weiteren Flugzeugen wurden nach dem Waffenstillstand storniert. Es lieferten:
- Dayton-Wright, Dayton (Ohio): 3104 Flugzeuge, Bestellung über 1900 Flugzeuge storniert
- Fisher Body Co. der General Motors Co., Cleveland (Ohio): 1600 Flugzeuge, Bestellung über 2400 Flugzeuge storniert
- Standard Aircraft Corp., Paterson (New Jersey): 140 Flugzeuge, Bestellung über 860 Flugzeuge storniert
- Engineering Division of the Bureau of Aircraft Production., Dayton (Ohio): 2 Prototypen

In Belgien stellte 1926 die Societé Anonyme Belge des Constructions Aeronautiques 15 Flugzeuge her.

## Einsatz

### Kriegseinsatz 1917–1918
Vereinigtes Königreich
Die D.H.4 erwies sich als einfach und bequem zu steuern. Zudem konnte sie sich, selbst wenn sie mit zwei 104 kg oder vier 51 kg Bomben beladen war, im Luftkampf aufgrund ihrer Steigfähigkeit, Schnelligkeit und Bewaffnung behaupten. Bei ihrem Einsatz als Fernbomber durch den RNAS erwies es sich als großer Vorteil, dass die D.H.4 aufgrund ihrer großen Einsatzhöhe für aufsteigende feindliche Abfangjäger kaum zu erreichen war und daher bei Tageslicht ohne Begleitschutz ihren Auftrag erfüllen konnte. Dagegen behinderte die große Entfernung zwischen Piloten- und Beobachtercockpit eine Verständigung der beiden Besatzungsmitglieder; auch die Installation eines Sprachrohrs brachte im Gefecht nur wenig Abhilfe. Vor allem stellte der zwischen den Cockpits untergebrachte 300 Liter-Kraftstofftank bei Treffern eine tödliche Gefahr für die Besatzung dar, was der Maschine den bösen Ruf als “The Flaming Coffin (der brennende Sarg)” oder “The Flaming Four (die brennende Vier)” einbrachte.
Als erste mit der D.H.4 ausgerüstete Einheit verlegte die No. 55 Squadron, RFC am 6. März 1917 zum 9th Wing an die Front in Frankreich. In der Schlacht von Arras, bei ihrem ersten Fronteinsatz, bombardierte sie am 23. April 1917 erfolgreich den Bahnhof von Valenciennes und ein deutsches Munitionslager. Diese Squadron trat im Oktober 1917 zum mit strategischen Fernangriffen eingesetzten 41st Wing, das ab Juni 1918 im strategischen Bomberkommando der Independent Air Force (IAF) aufging, und führte mit ihren D.H.4 führte Bombenflüge gegen Freiburg, Saarbrücken, Mannheim und Metz durch. Besonderes Aufsehen erregte am 1. Mai 1918 ihr Angriff aus über 4.000 m Höhe auf das bislang weitgehend von Bombenangriffen verschonte Köln.
Neben der Funktion als Tagbomber erfüllte die D.H.4 vielfältige Aufgaben als Fotoaufklärer, Artilleriebeobachter, Abfangjäger oder, oft für den Fall einer Notwasserung von Flugbooten begleitet, zur U-Boot-Bekämpfung und zur Küstenüberwachung; bei einem solchen Einsatz versenkten am 12. August 1918 vier D.H.4 der No. 207 Squadron, RAF das deutsche U-Boot SM UB12.
Die britischen Airco D.H.4 diente an der Westfront bei den RFC-Squadrons 18, 25, 27, 49, 55 und 57 und in der RNAS-Squadron 2 in St. Pol, sowie den Naval-Squadrons 5, 6, 7, 11 und 17. Unter den Marinefliegern zeichneten sich die Squadrons 25 und 27, sowie die Naval-Squadron 5 mit ihren D.H.4 bei der großen deutschen Frühjahrsoffensive trotz schlechten Wetters durch ständige Tieffliegerangriffe aus. Die frühere „Naval-5“, inzwischen zur No. 205 Squadron, RAF geworden, bewährte sich ebenso bei der alliierten August-Offensive, als sie vier Tage lang rollierend zu Bombeneinsätzen startete und dabei 16 to Bomben abwarf.
Außerdem wurden D.H.4 bei der antibolschewistischen Intervention in Russland eingesetzt, sie flogen an der Front in Makedonien Angriffe gegen die Bahnlinie Sofia-Konstantinopel, sie überwachten von Stützpunkten auf Limnos, Mitilini, Gökçeada und Thasos aus die Ägäis, wobei sie das Flaggschiff der osmanischen Flotte, den Schlachtkreuzer Yavuz Sultan Selim beschädigten, sie unterstützten die britischen Truppen beim Vormarsch in Mesopotamien und Palästina und sie patrouillierten über der Adria. Als Nachtjäger der Home Defence in England eingesetzt, gelang am 5. August 1918 der Besatzung Major Egbert Cadbury und Captain Robert Leckie von der Great Yarmouth Naval Air Station mit ihrer D.H.4 der letzte und entscheidend Schlag gegen die deutschen Luftschiffangriffe, als sie den Zeppelin L 70/LZ 112 mit dem Führer der Marine-Luftschiffe Fregattenkapitän Peter Strasser an Bord brennend bei Wells-next-the-Sea über Norfolk abschossen, was die Angriffe der Luftschiffgeschwader gegen England beendete.
 Belgien
Die belgische Aviation Militaire verwendete die Airco D.H.4 in ihren Escadrilles 7, 8, 9, 10, 11 und 12.
 Vereinigte Staaten
Bis Kriegsende wurden 1213 American D.H.4 an die American Expeditionary Forces (AEF) in Frankreich verschifft. Die erste Maschine traf am 11. Mai 1918 in Frankreich an, wo sie an die 135th Aero Squadron, AEF übergeben wurde. Es zeigte sich jedoch auch dort, dass die aus den USA gelieferten „Liberty Planes“ nur bedingt einsatzfähig waren und zur Frontreife noch erhebliche Nacharbeiten erforderlich waren. Bis Kriegsende gelangten daher nur 196 Maschinen die Front und 696 die Ersatzeinheiten. Ab August 1918 wurden sie an 13 Aero-Squadrons der AEF übergeben. Wegen ihrer hohen Geschwindigkeit sah man zunächst ihren Einsatz als Jagdflugzeuge vor, setzte sie jedoch dann als Aufklärer und Tagbomber ein. Außerdem verwendete die US-Navy die D.H.4 ab Oktober 1918 in den vier Squadrons des Day Wing ihrer Northern Bombing Group zur Überwachung der belgischen Küste.
Die American D.H.4 war damit das erste und einzige Landflugzeug, das serienmäßig in den USA hergestellt und während des Krieges in Europa eingesetzt wurde.

### Nachkriegszeit
Nach dem Krieg wurden einige D.H.4A mit geschlossenen Kabinen versehen und als Verbindungsflugzeuge für den Transport von Teilnehmern an den Pariser Friedensverhandlungen verwendet. Ansonsten wurde die D.H.4 relativ bald von der RAF ausgesondert oder als Geschenk an die jungen Luftstreitkräfte der Commonwealth-Länder abgegeben.
Die Streitkräfte zahlreicher Länder verwendeten die D.H.4 jedoch bis in die 30er Jahre:
 Belgien
- Aviation Militaire Belge

 Chile
- Fuerza Aérea de Chile

 Griechenland
- Griechische Luftstreitkräfte
- Griechische Marine

 Kanada
- Royal Canadian Air Force

 Kuba
 Mexiko
- Fuerza Aérea Mexicana

 Nicaragua
 Neuseeland
- New Zealand Permanent Air Force

 Persien
 Sowjetunion
- Luftstreitkräfte der Sowjetunion

 Spanien
- Ejército del Aire – Einsatz 1921 im Rifkrieg gegen den Aufstand der Rifkabylen unter Abd al-Karim  in Spanisch-Marokko

 Südafrikanische Union
- South African Air Force

 Türkei
- Türkische Luftwaffe

 Vereinigtes Königreich
- Royal Air Force

 Vereinigte Staaten
- American Expeditionary Force, bis 1918
- United States Army Air Service, bis 1932 verwendet
- US Navy
- US Marine Corps

### Zivile Nutzung
Einige Flugzeuge fanden nach dem Krieg private oder geschäftliche Verwendung:
- Die D.H.4 wurde im September 1919 vom Unternehmen S. Instone & Co., Ltd.  gekauft und als erstes erfolgreich kommerziell genutztes Passagierflugzeug von der Instone Air Line eingesetzt; mit deren D.H.4A „G-EAMU“ gewann Captain F. L. Barnard 1922 das King’s Cup Race.
- Auch die Air Transport and Travel, Ltd., eine Tochtergesellschaft von Airco, nutzte sie kommerziell als Transportflugzeug.
- 1923 wurde eine dreisitzige D.H.4 vom Queensland and Northern Territory Air Service (Qantas) eingesetzt.
- Eine weitere D.H.4 wurde in Neuguinea vom 1927 gegründeten Bulolo Goldfields Aeroplane Service verwendet.[8]

## Varianten

### Flugzeugvarianten
- D.H.4A ( Vereinigtes Königreich) – Passagierflugzeug mit Kabine für 2 Passagiere
- D.H.4A ( Vereinigte Staaten) – Militärversion, 283 Exemplare mit Merlin- oder Browning-MG an US-Navy und US-Marine Corps geliefert
- D.H.4B – Erstflug Oktober 1918, kein Kriegseinsatz mehr, danach bis in die 30er Jahre verwendet
- D.H.4M – kein Kriegseinsatz mehr, danach bis in die 30er Jahre verwendet
- D.H.4R – Rennflugzeug, erreichte mit 450 PS (331 kW) Napier Lion-Motor eine Geschwindigkeit von 241,4 km/h[9]
- American D.H.4 „Liberty Plane“

Als Nachfolgeversionen erschienen 1918 die Airco D.H.9 und Airco D.H.9A.

### Motorvarianten
Verwendet wurden zumeist luftgekühlte 12-Zylinder-V-Motoren:
- 160 PS (118 kW) BHP 6-Zylinder-Motor (nur Prototyp)
- 200 PS (147 kW) Royal Aircraft Factory 3A
- 200 PS (147 kW) Puma oder Adriatic (Varianten des BHP)
- 230 PS (169 kW) Puma
- 230 PS (169 kW) BHP
- 250 PS (184 kW) Rolls-Royce Eagle III mit 4-Blatt-Propeller
- 260 PS (191 kW) Fiat A-12
- 275 PS (202 kW) Rolls-Royce Eagle IV mit 4-Blatt-Propeller
- 375 PS (276 kW) Rolls-Royce Eagle VIII  mit 4-Blatt-Propeller (Geschwindigkeit bis zu 230 km/h, benötigte aber größeren Propeller und höheres Fahrwerk)
- 400 PS (294 kW) Packard-Liberty

## Bilder

### Bilder aus der Einsatzzeit

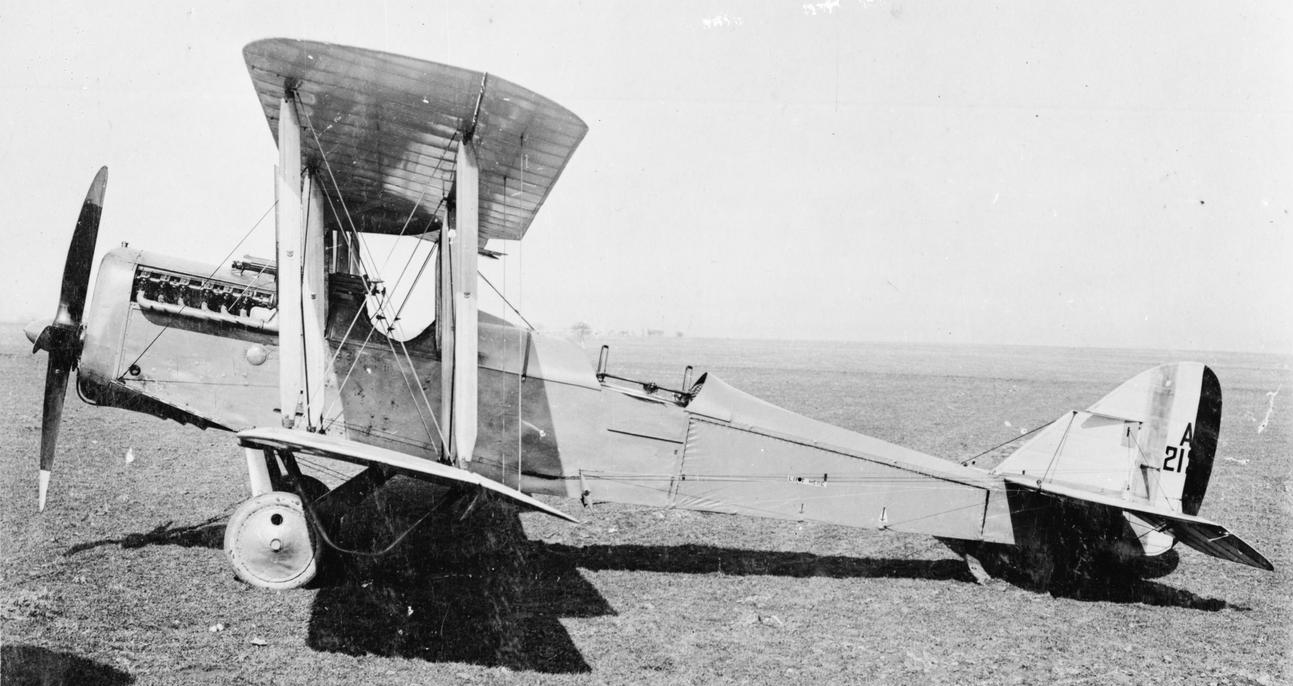
Prototyp der Airco D.H.4
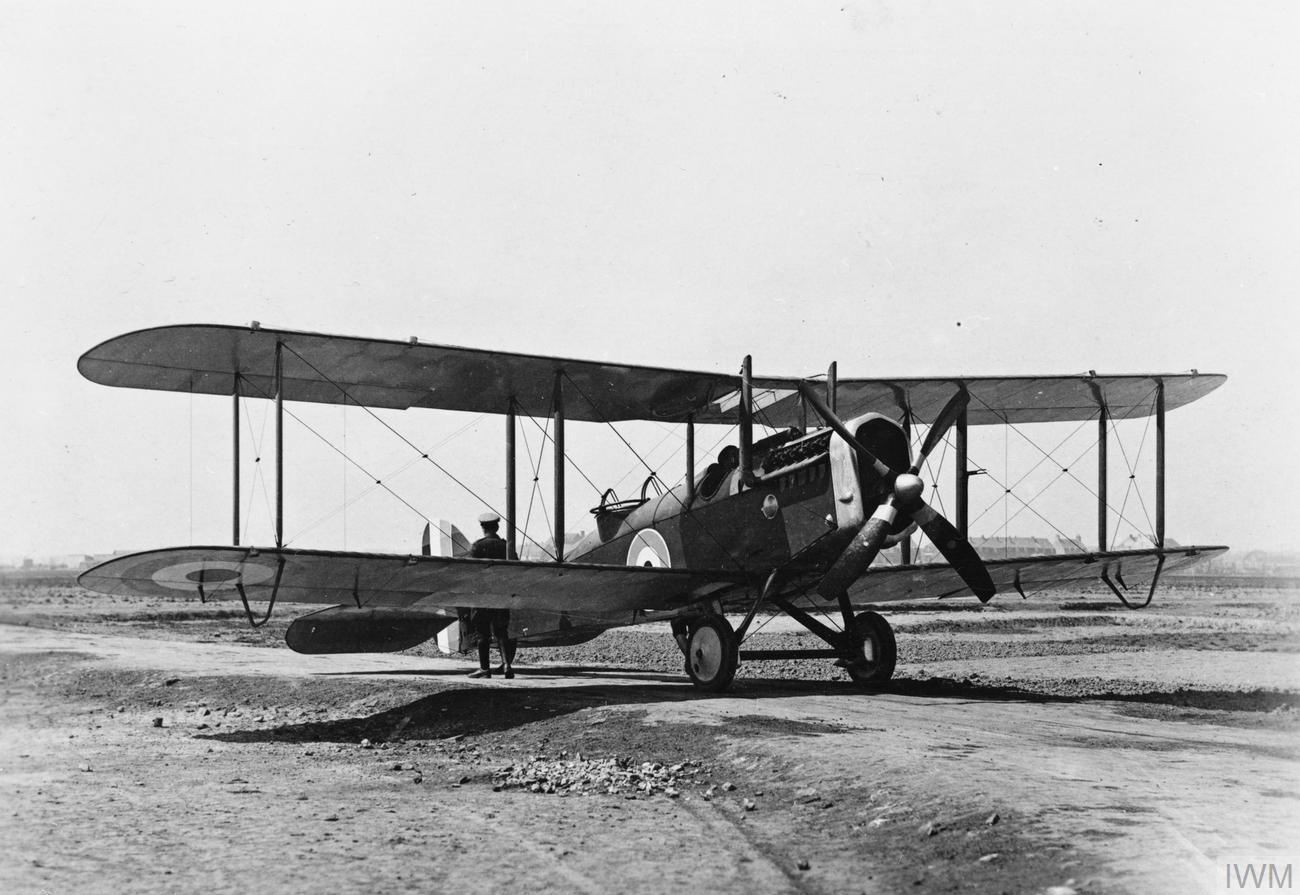
Frontansicht einer Airco D.H.4
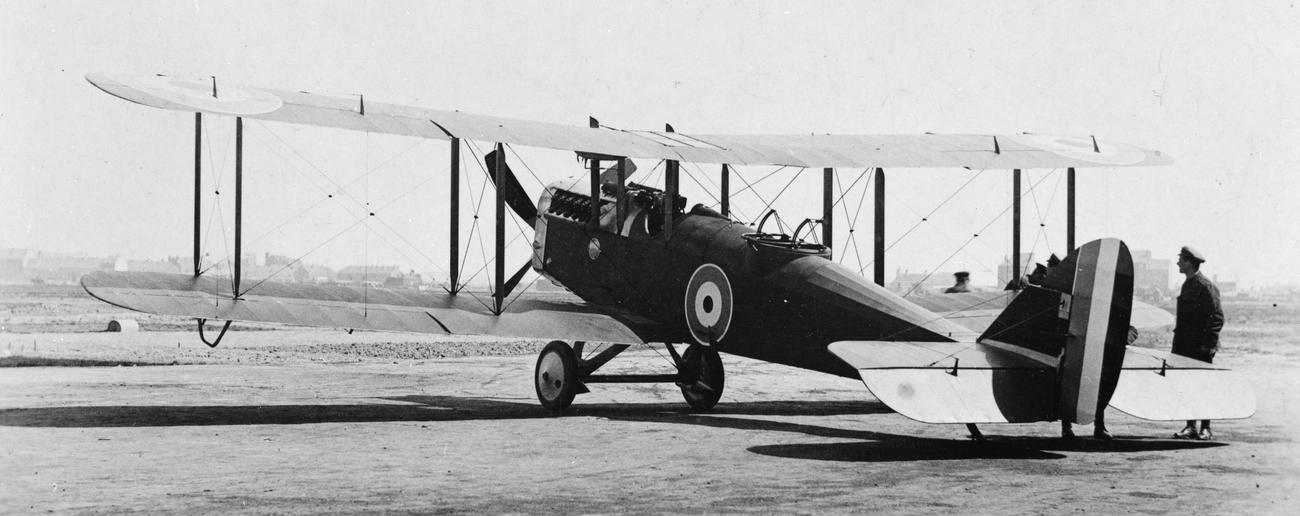
Heckansicht einer Airco D.H.4
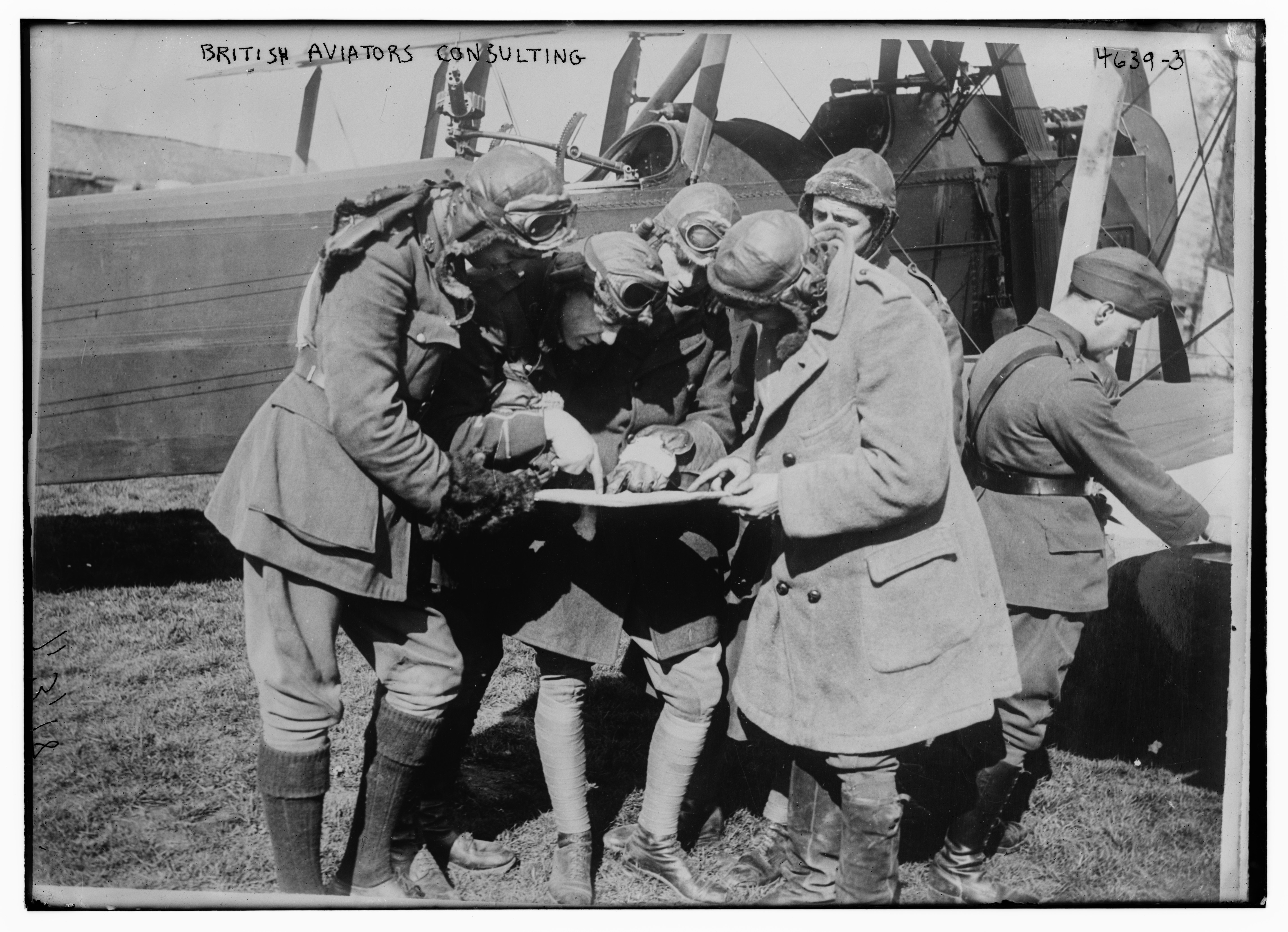
Besatzung einer Airco D.H.4 bei der Einsatzbesprechung
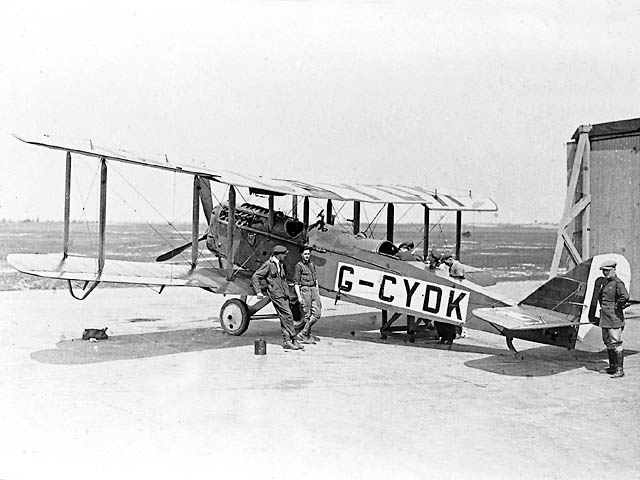
Airco D.H.4A als Zivilflugzeug in der Nachkriegszeit
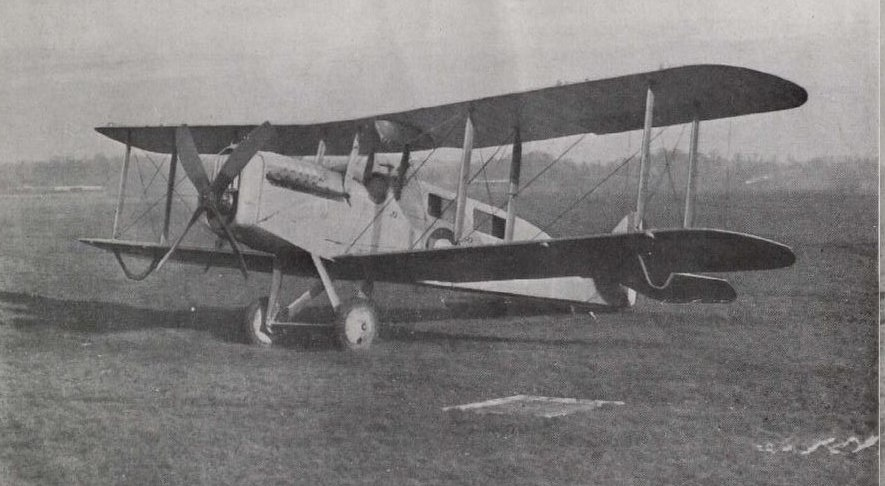
Airco D.H.4A Passagierflugzeug 1919
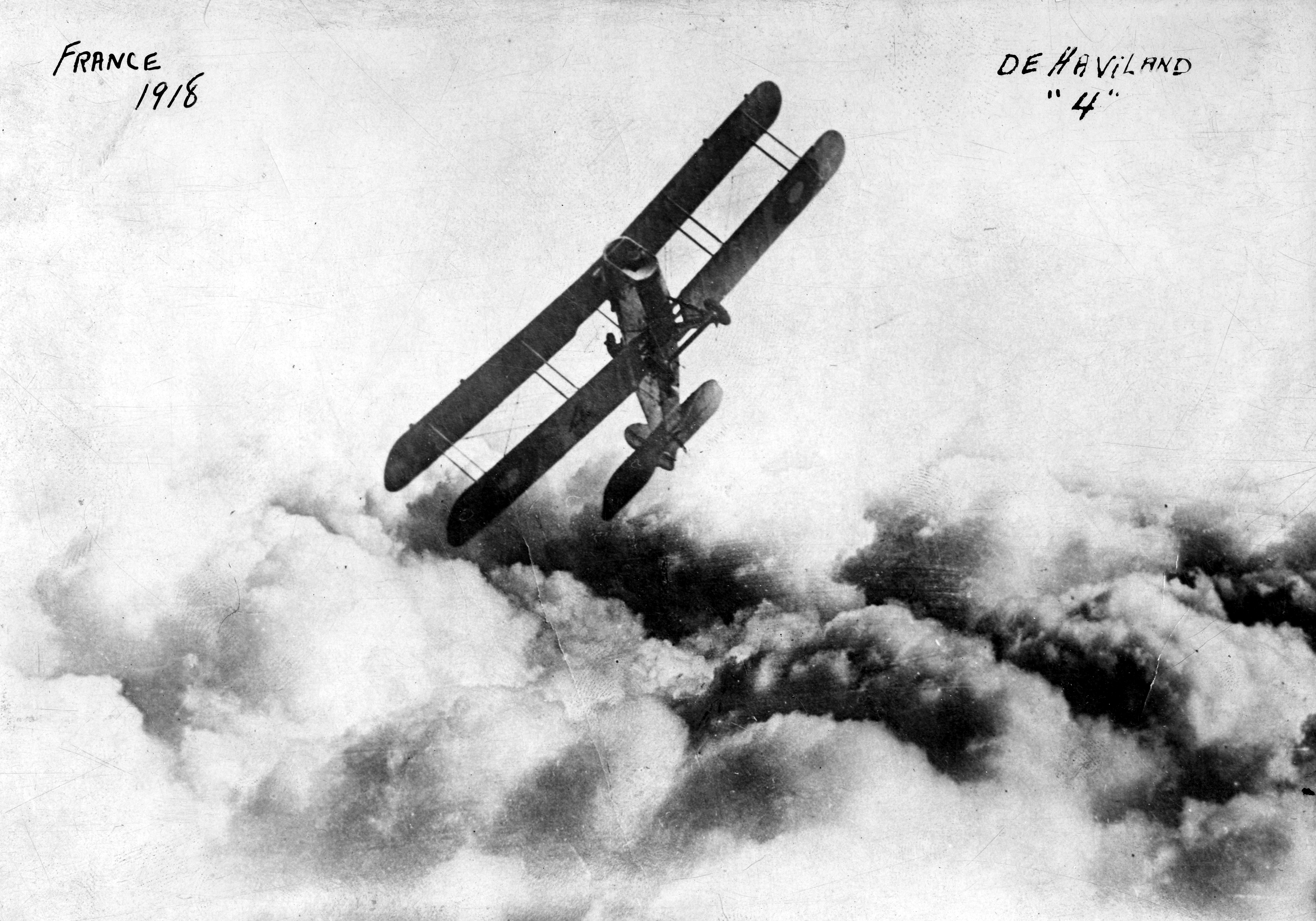
Flugansicht einer American D.H.4
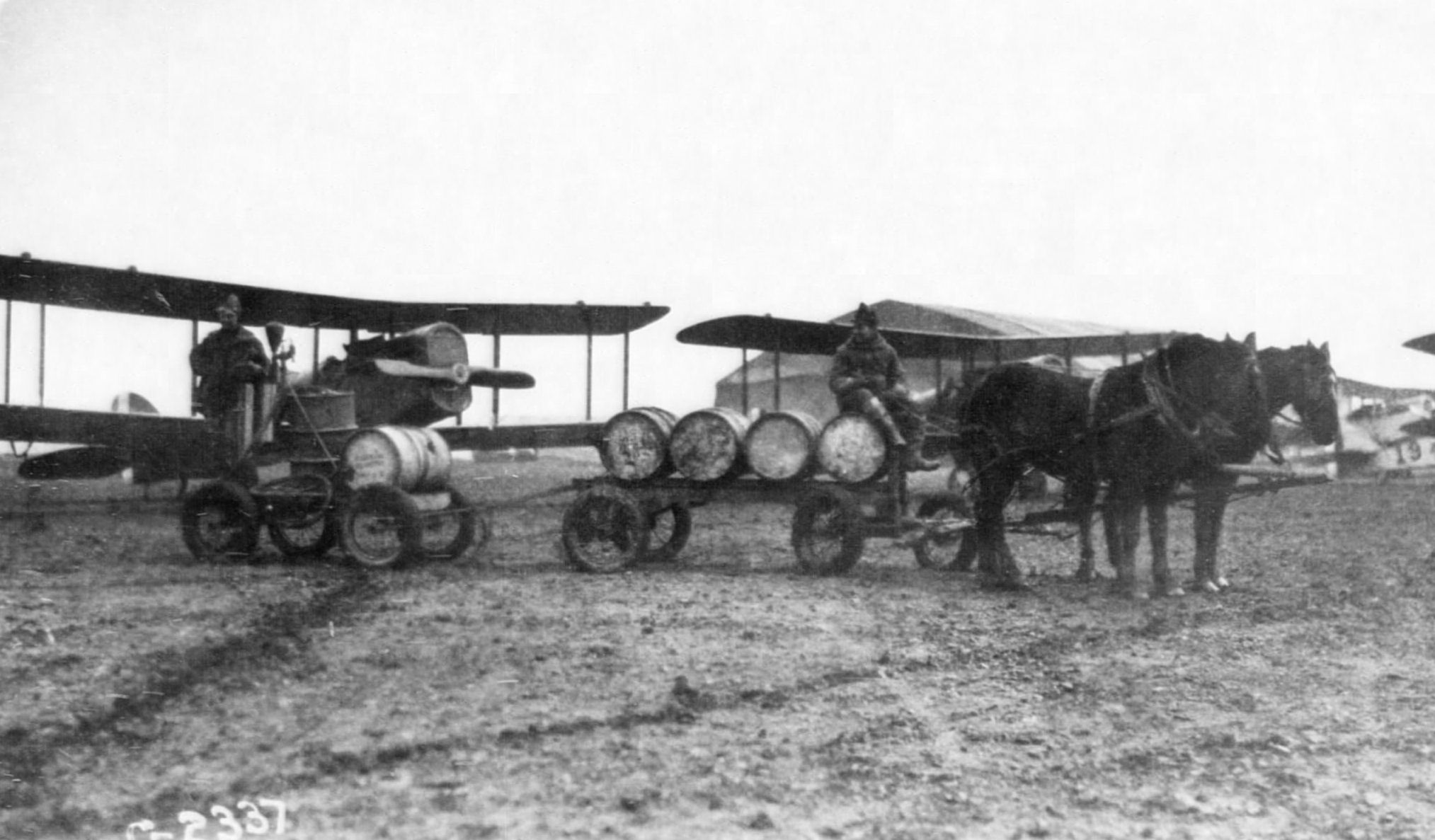
Auftanken von American D.H.4 des US-1st Air Depot Aircraft Colombey-les-Belles
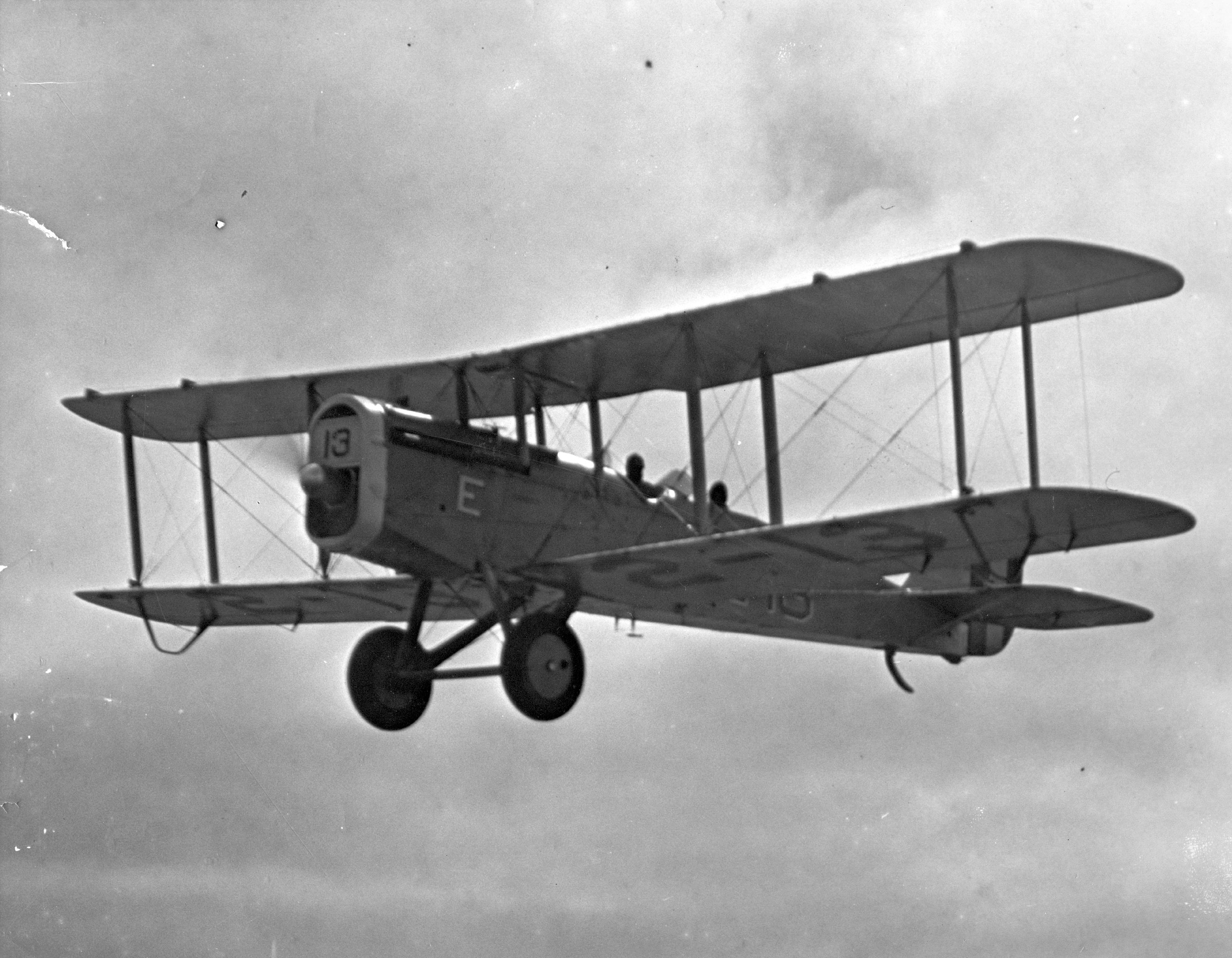
Flugansicht einer American D.H.4
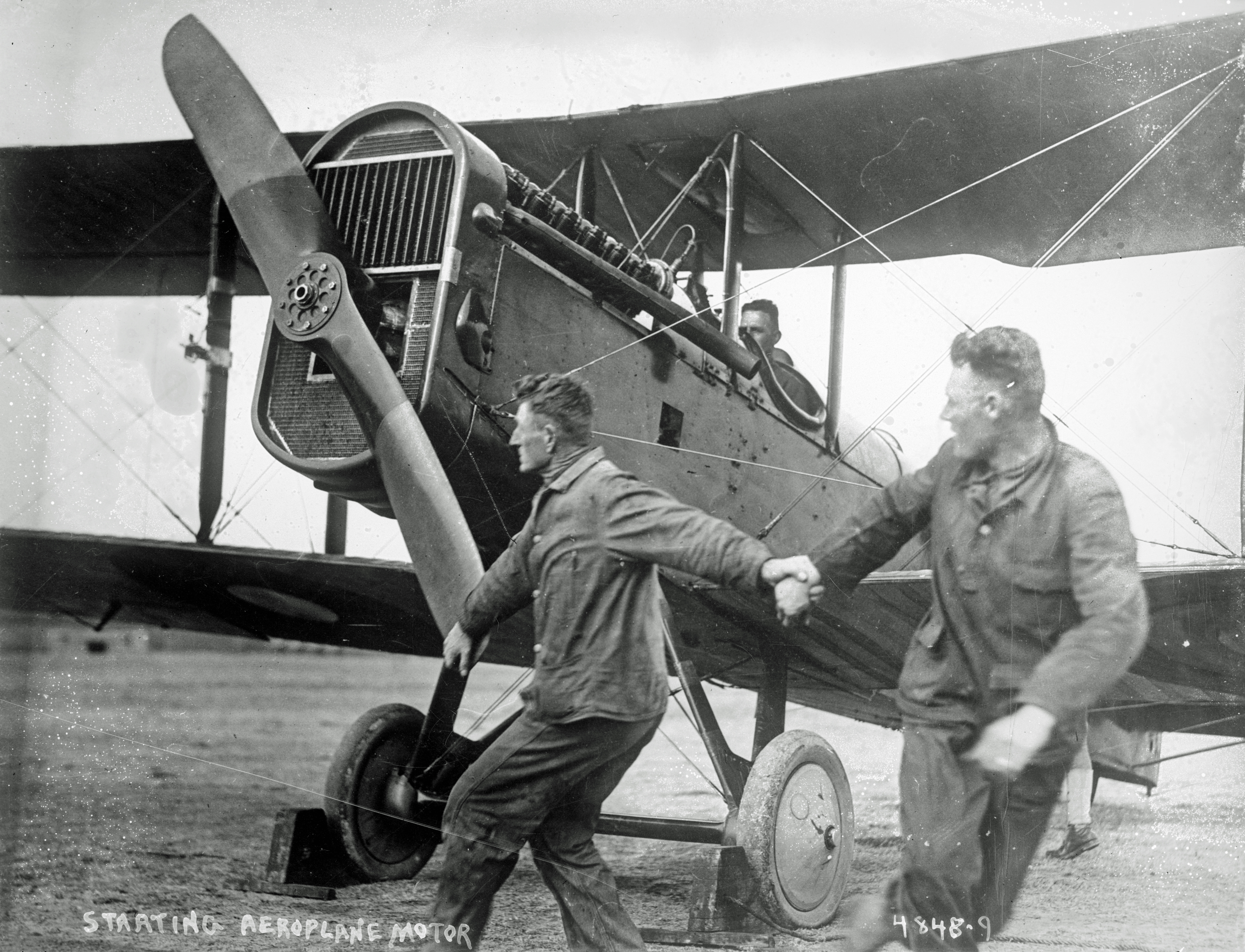
Anwerfen einer American DH.4
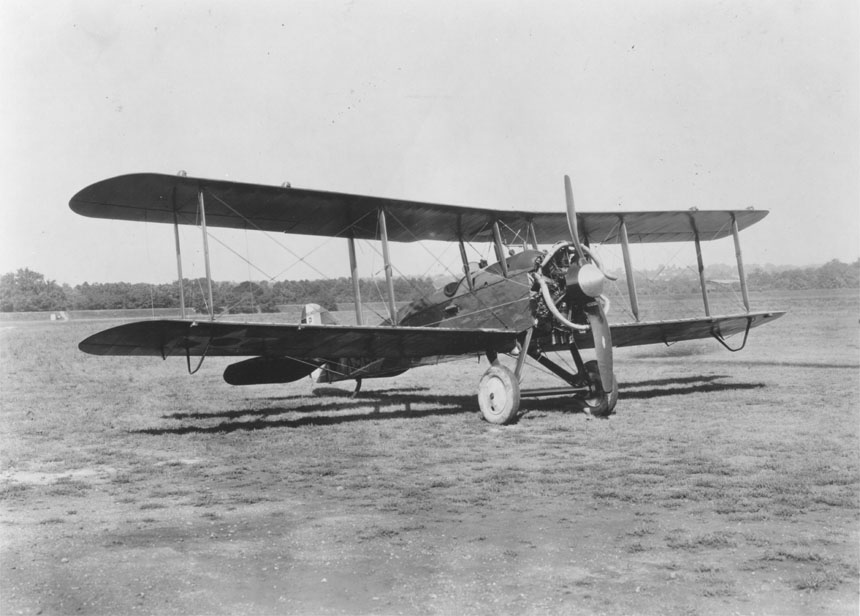
American D.H.4B mit Wright-Sternmotor
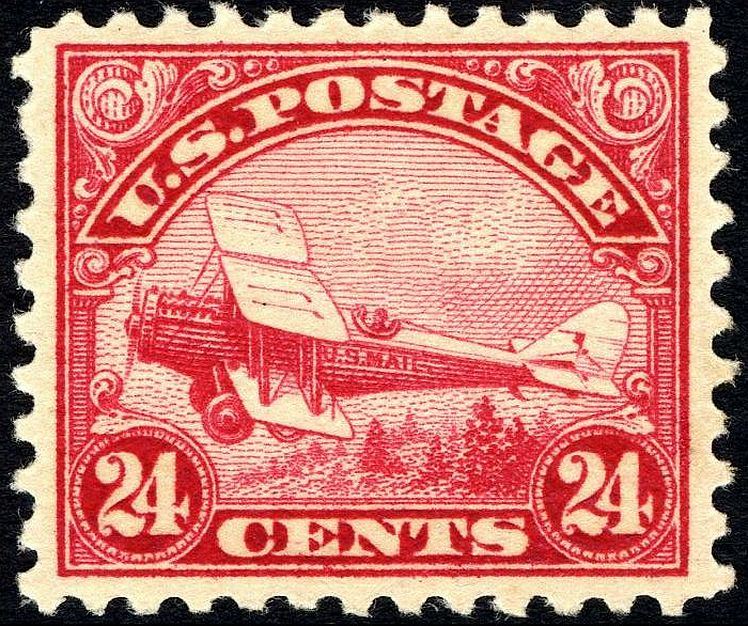
1923 gab das U.S. Post Office eine Briefmarke mit der American D.H.4 als Postflugzeug heraus

### Bilder erhaltener oder nachgebauter Flugzeuge

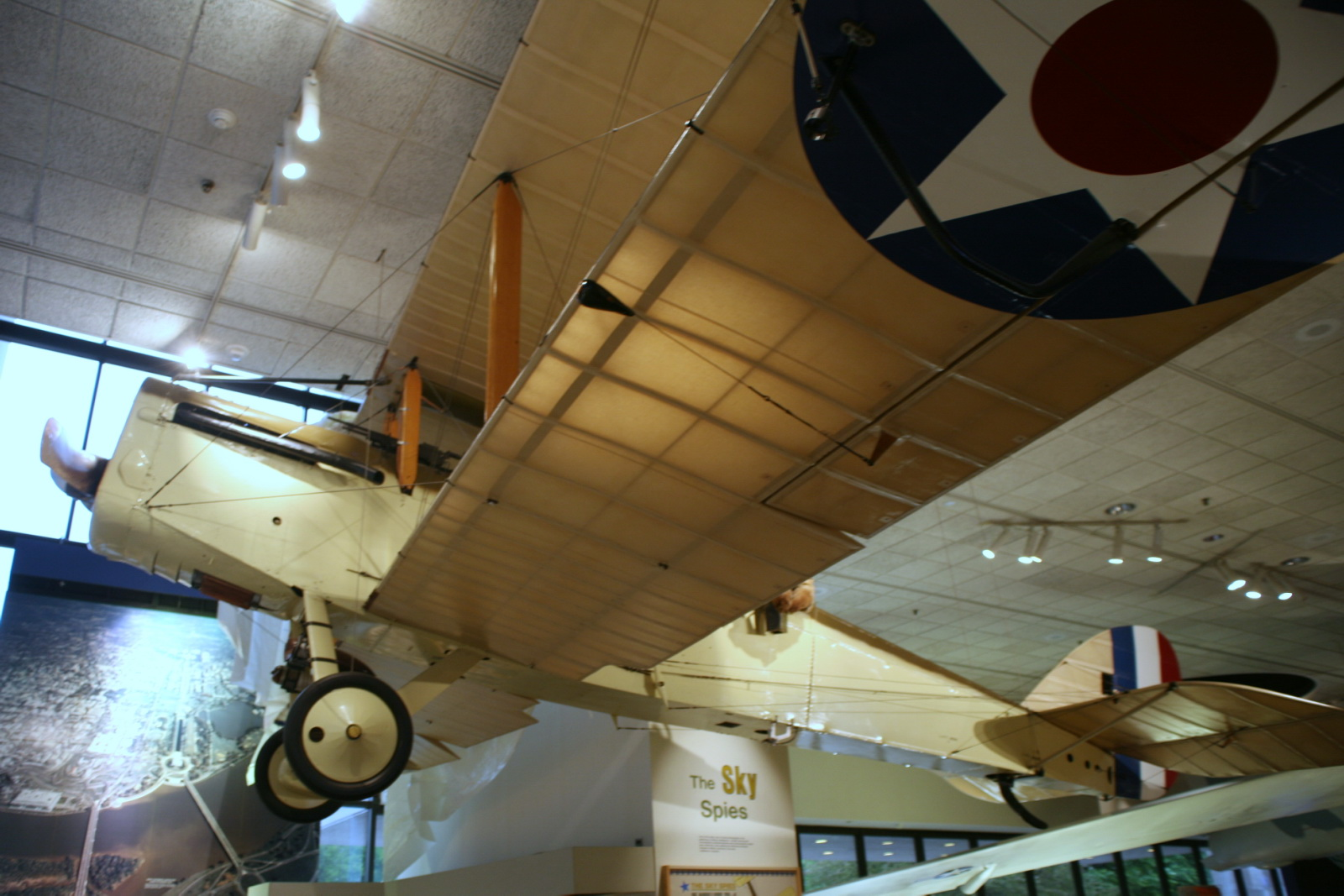
American DH-4 im National Museum of the United States Air Force
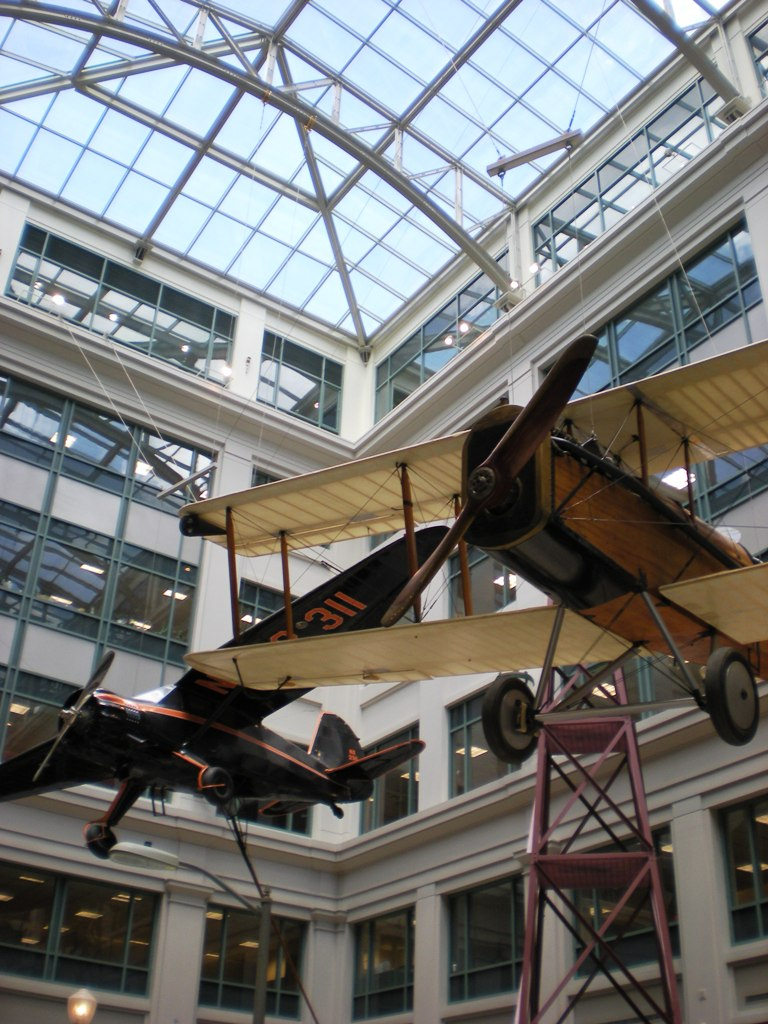
American DH-4 im National Postal Museum in Washington, D.C.
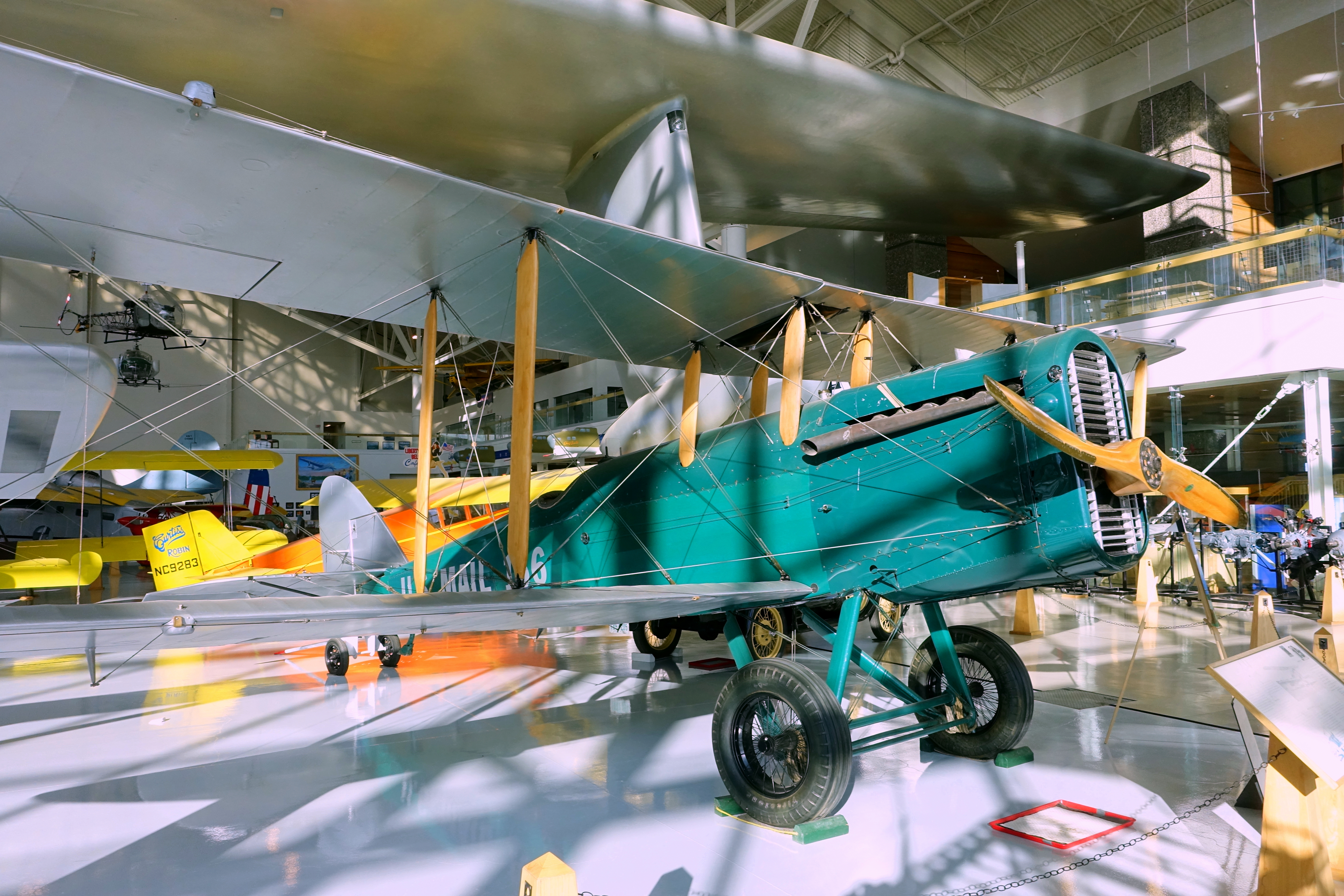
De Havilland DH-4M im Evergreen Aviation & Space Museum in McMinnville, Oregon
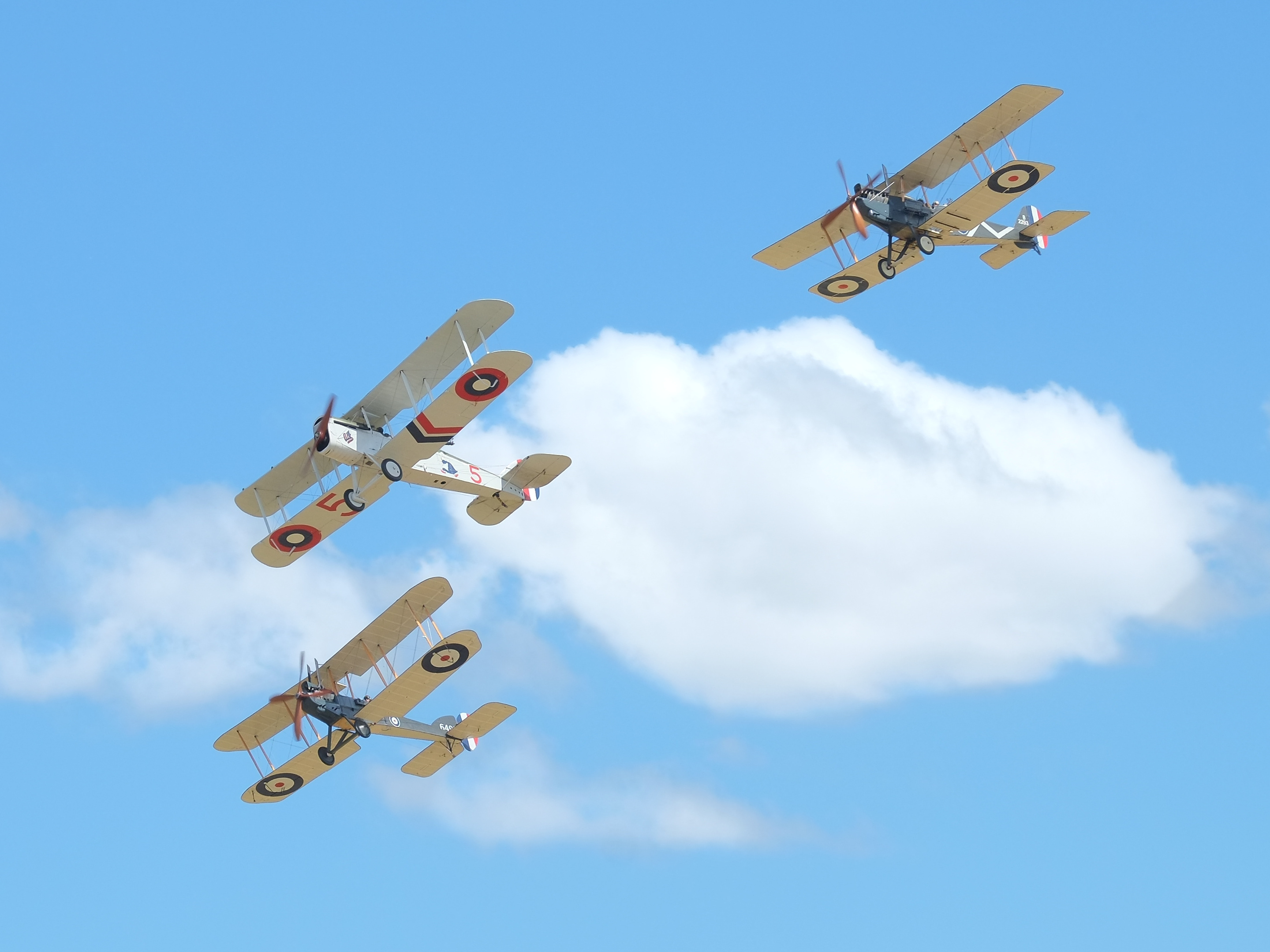
Nachgebaute De Havilland American DH-4 in Begleitung von einer Royal Aircraft Factory B.E.12 (unten) und einer Royal Aircraft Factory R.E.8 (oben rechts)

## Technische Daten

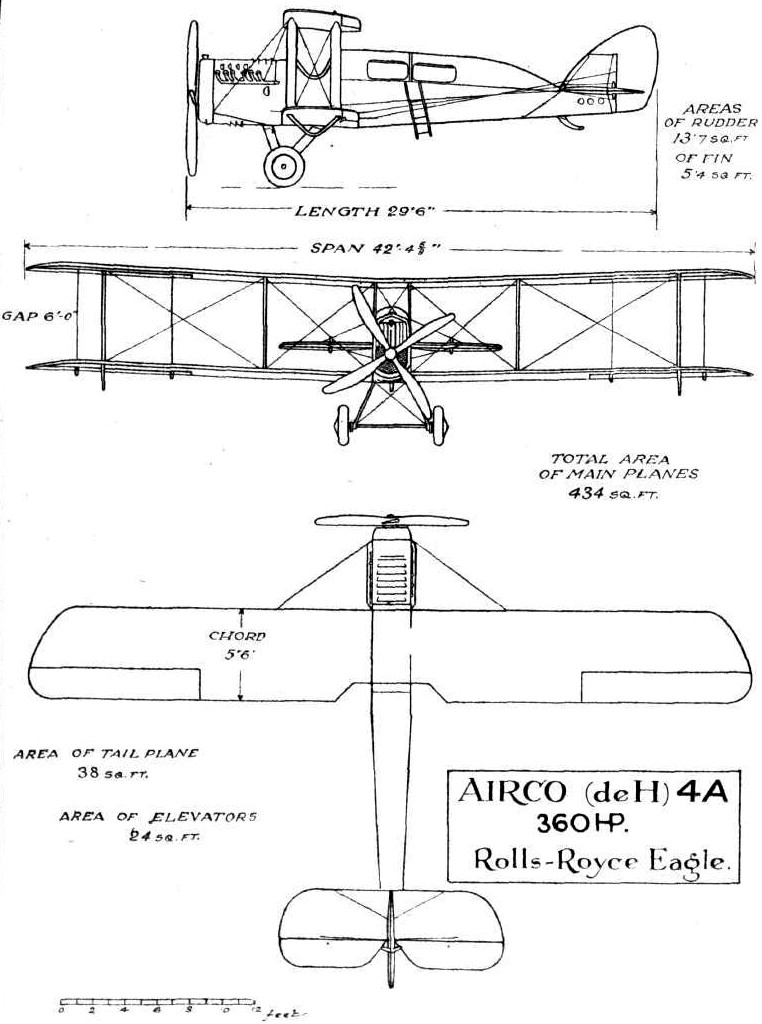
Dreiseitenansicht der Airco D.H.4A

| Kenngröße                            | Airco De Havilland D.H.4                  | American D.H.4 „Liberty Plane“                    |
| ------------------------------------ | ----------------------------------------- | ------------------------------------------------- |
| Besatzung                            | 2                                         | 2                                                 |
| Länge                                | 9,35 m                                    | 10,08 m                                           |
| Spannweite                           | 12,92 m                                   | 13,20 m                                           |
| Höhe                                 | 3,05 m                                    | 2,90 m                                            |
| Flügelfläche                         | 40,32 m²                                  | 40,87 m²                                          |
| Leermasse                            | 1083 kg                                   | 1239 kg                                           |
| Startmasse                           | 1503 kg                                   | 1949 kg                                           |
| Höchstgeschwindigkeit in 3050 m Höhe | 182 km/                                   | 188 km/h                                          |
| Höchstgeschwindigkeit in 4570 m Höhe | 164 km/                                   | 182 km/h                                          |
| steigt auf 3050 m Höhe               | in 9 min                                  | in 14 min                                         |
| Dienstgipfelhöhe                     | 7160 m                                    | 5940 m                                            |
| Flugdauer                            | 3:30 h                                    | 3:00 h                                            |
| Triebwerk                            | 375 PS (276 kW) Rolls-Royce Eagle VIII    | 400 PS (294 kW) Packard-Liberty-Motor             |
| Bewaffnung                           | 1 Vickers-MG, 1–2 Lewis-MG, 209 kg Bomben | 2 Merlin-/Browning-MGs, 2 Lewis-MG, 322 kg Bomben |

### Leistungsvergleich zweisitziger Kampfflugzeuge an der Westfront, Anfang 1918
| Name                         | Land                   | Motorstärke     | max. Geschwindigkeit | Startmasse | MG  | Gipfelhöhe | Anzahl gebaut |
| ---------------------------- | ---------------------- | --------------- | -------------------- | ---------- | --- | ---------- | ------------- |
| Airco D.H.4                  | Vereinigtes Königreich | 375 PS (276 kW) | 230 km/h             | 1503 kg    | 2–3 | 7160 m     | >6000         |
| Bristol F.2                  | Vereinigtes Königreich | 275 PS (202 kW) | 198 km/h             | 1464 kg    | 2–3 | 5485 m     | 5329          |
| Royal Aircraft Factory R.E.8 | Vereinigtes Königreich | 200 PS (147 kW) | 160 km/h             | 1302 kg    | 2–3 | 4115 m     | 4320          |
| Armstrong Whitworth F.K.8    | Vereinigtes Königreich | 160 PS (118 kW) | 150 km/h             | 1275 kg    | 2   | 4000 m     | 1650          |
| Salmson 2A.2                 | Frankreich             | 200 PS (147 kW) | 188 km/h             | 1935 kg    | 3–4 | 6200 m     | 3200          |
| Breguet 14                   | Frankreich             | 300 PS (221 kW) | 184 km/h             | 1565 kg    | 3   | 6000 m     | ~7800         |
| LVG C.VI                     | Deutsches Reich        | 200 PS (147 kW) | 170 km/h             | 1390 kg    | 2   | 6500 m     | ~1000         |
| DFW C.V                      | Deutsches Reich        | 220 PS (162 kW) | 155 km/h             | 1430 kg    | 2   | 5000 m     | ~3000         |
| Rumpler C.IV                 | Deutsches Reich        | 260 PS (191 kW) | 175 km/h             | 1630 kg    | 2   | 6800 m     |               |